# Yuri

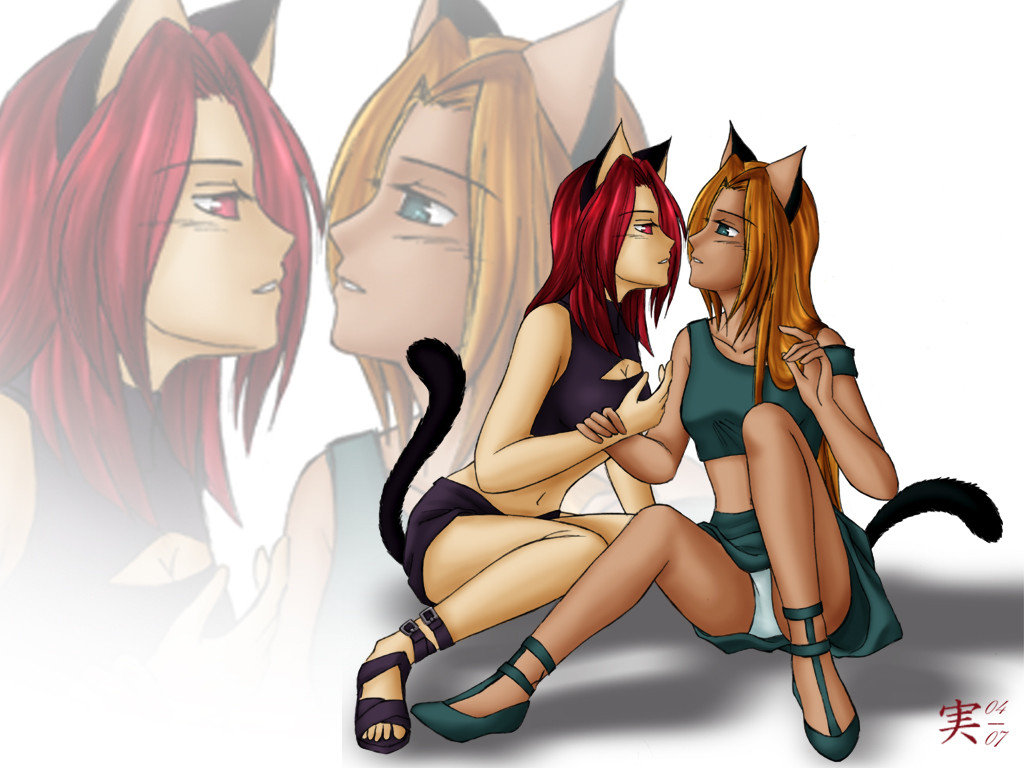
Yuri

El yuri (en japonès «lliri») o GL (Girls' Love) és un gènere del manga i l'anime que mostra relacions lèsbiques, tant explícites com no explícites. Si no hi ha sexe explícit, i el tema se centra més en la relació romàntica, es coneix com a shôjo-ai (amor entre noies) i és un subgènere del shojo (còmic dirigit per a noies adolescents). El terme shôjo-ai (en japonès "amor entre dones") és un terme creat fora del Japó per a distingir-lo d'altres representacions al manga de relacions lèsbiques més explícites i, per tant, no és utilitzat dins del país, on l'anomenen yuri. És comú trobar al Japó de hui en dia en llibreries sense cap obscuritat a l'hora de trobar obres d'aquest tipus.
El terme es creu que fou utilitzat per primera vegada per a referir-se al gènere per l'editor Itō Bungaku, heterosexual, de la primera revista dirigida exclusivament a hòmens gais. El motiu de l'elecció del nom "lliri" fou per l'oposició amb l'ús de "rosa" (en japonès "bara") com a nom de la seua revista de temàtica homosexual masculina.

## Història
L'element precedent a les obres manga yuri foren les narracions de caràcter lèsbic de l'autora Yoshiya Nobuko (1896-1973).
L'aparició del gènere està lligat al desenvolupament del gènere shōjo. Així, a la dècada del 1970 van aparèixer a algunes obres shōjo narratives lèsbiques que es poden considerar exemples primerencs d'obres yuri. Una d'aquestes obres pioneres fou Shiroi heya no futari de Yamagishi Ryōko. Durant aquesta dècada moltes de les obres yuri tenien un final tràgic a causa de no poder vèncer les convencions heterosexuals.
A la dècada del 1990 va ocórrer l'onada revolucionària a les obres shojo de temàtica lèsbica perquè jugaven amb els rols de gènere i la auto-revelació dels personatges de la seua sexualitat.
El manga yuri en la seua forma pura va aparèixer el 2003 amb la publicació de la revista Yurishimai de temàtica exclusivament lèsbica per part de l'editorial Magazine and Magazine. Aquesta revista parà la seua publicació l'any 2005 per un canvi d'estratègia de marketing. Una altra editorial, Ichijinsha, continuà publicant els mateixos títols que aquesta revista amb la revista Yurihime.
Existeixen algunes revistes dedicades a aquest gènere, com Comic Yurihime o Yuri Shimai, entre d'altres.
El desenvolupament de la Web a la dècada del 1990, l'animació yuri va ser introduïda junt a la resta de l'anime als països occidentals.
L'exposició major del gènere potser provinga de l'organització Yuricon, creada per Erica Freidman.